# 全日本愛国者団体会議
全日本愛国者団体会議（ぜんにほんあいこくしゃだんたいかいぎ、旧字体：全󠄁日本愛國者󠄁團體會議）は1959年（昭和34年）4月19日に設立された国内最大の右翼団体の連合体である。行動右翼団体のほとんどが加盟しており、参加団体の運動方針に大きな影響を与えている。国体護持、反共協同戦線を二大綱領とした。略称は全愛会議。事務所は東京都台東区上野におかれた。初代議長は佐郷屋嘉昭。

## 概要
発会時には生産党、国粋会、殉国青年隊など80団体が参加した。1964年の第6回大会までには440団体に増加した。1960年には28団体が参加した児玉誉士夫系の青年思想研究会も結成された。この会に属していた「楠皇道隊」がのちに、日本最大級の団体の一つ、日本青年社となる。
議長団には佐郷屋嘉昭・小崎金蔵（日本同盟）、高橋正義（日乃丸青年隊）、西山幸輝（昭和維新連盟）、荻島峯五郎（暴力団日本国粋会前川一家総長。愛国青年連盟）が選ばれた。最高顧問には三浦義一、児玉、井上日召、橘孝三郎、顧問には天野辰夫、笹川良一、吉田益三、寺田稲次郎、大沢武三郎らが就任した。
任侠団体は参加せず、また児玉の任侠団体連立構想も実現せず、その一部が関東会に結集した。他に政財界と結んだ新日本協議会、日本を守る国民会議（後の日本会議）などもある。
初代議長佐郷屋の跡は、武井組組長の武井敬三が議長となり、長く2代目を続けた。武井は新宿のテキ屋で、横井英樹の東洋精糖乗っ取り事件などに関わり、佐藤栄作の用心棒集団「TKプロダクション友の会」を率いた。武井日進の名で法華経寺の管長も務める傍ら、武井睦会、銀武会、信武会、愛国誠友会、大日本石雲会など多くの団体の幹部を務めた。
昭和45年(1970年)5月の全国大会で地方にブロック協議体を置くことが決まり、関東協議会、三曜会（関西）、中部愛国者連盟。九州二十五日会、東北地区会議、四国協議会ができた。

## 幹部
- 最高顧問：大石恭輔、阿形充規
- 統括本部長：吉田哲雄（国柱塾）
- 理事長：長谷川良一こと長峰貞夫（励志救国協議会）
- 本部長：山原啓嘉（旭日青年隊）、田代厚（菊水國防連合）、仲程道也（大日本一誠会）
- 教官：松澤正明（行動戦線壬生青年塾）、錦健二（新憂連聖魂塾）、平野栄一（日本同盟）
- 沖縄地区長：古堅宗卿恭（日本維新党）
  - 沖縄地区次長：富里盛春（日本維新党）
- 九州地区長：高本東洋生（日本民族青年同盟）
  - 九州地区次長：大塚文雄（大日本一誠会）、丸山将司（大日本煌翼会）
- 四国地区長：川村渉司（日本郷志同盟）
  - 四国地区次長：星野智博（皇道学舎志道塾）
- 中国地区長：梅本百合廣（大和塾）
  - 中国地区次長：酒見彰（大日本興友会）
- 関西地区長：眞木聖司（新日本憂国連合評議会）
  - 関西地区次長：大和田嵩博（旭日愛国舎）、東谷正男（義政館）
- 中部地区長：枡田恭典（大日本神風会）
  - 中部地区次長：外山学也（青警社）
- 関東地区長：松澤正明（行動戦線壬生青年塾）
  - 関東地区次長：栗野秀生（大和民族同盟）、伊藤宏季（義友連合会）、尾形秀之（日本同盟）、小澤利都（日本民族青年同盟）、金子秀勝（大日本顕誠会）、児嶋正文（菊水國防連合）、小林順一（大日本憂国協議会）、小松良匡（憂国楠志会）、宍戸博一（江澤研究所）、松浦征四郎（大日本一誠会）、山崎金太（愛国青年連盟）、吉田康雄（励志救国協議会）
- 東北地区長：窪田仁（国地会）
  - 東北地区次長：中谷淳之（江澤研究所）
- 北海道地区長：条大助（日本民族党）
  - 北海道地区次長：當別ゆかり（日本民族党）

## 加盟団体

### 北海道
- 日本民族党（北海道）
- 江澤研究所北海道支部（北海道）

### 東北地方
- 日本郷志同盟岩手県本部（岩手県）
- 江澤研究所岩手県本部（岩手県）
- 大日本神志會（宮城県）
- 国地会（福島県）東北地区長

### 関東地方

#### 東京都
- 愛国青年連盟（東京都）
- 儀雄塾（東京都）
- 行動戦線壬生青年塾（東京都）
- 国柱塾（東京都）
- 殉国青年塾（東京都）
- 大日本一誠会（東京都）
- 創造社（東京都）
- 大日本朱光会（東京都）
- 大日本憂国勇士会（東京都）
- 天誅同志会（東京都）
- 日本興隆社（東京都）
- 日本同盟（東京都）
- 日本民族青年同盟（東京都）
- 日本郷志同盟（東京都）
- 憂國捷和會（東京都）
- 優政会（東京都）
- 励志救国協議会（東京都）

#### 神奈川県
- 菊水国防連合（神奈川県）
- 菊水宝龍会　(神奈川県)
- 日本憲誠会（神奈川県）
- 義友連合会（神奈川県）
- 親心塾（神奈川県）
- 大日本国命会（神奈川県）
- 大日本殉皇会（神奈川県）
- 東洋青年同盟（神奈川県）
- 日本民族青年同盟（神奈川県）

#### 千葉県
- 日本民族青年同盟（千葉県）
- 大日社（千葉県）
- 江澤研究所（千葉県）
- 興国憂政会（千葉県）
- 国際平和連合協議会（千葉県）
- 大日本神龍塾（千葉県）
- 大日本皇義同盟義尚塾（千葉県）
- 大日本憂国協議会（千葉県）
- 紫山学誠志会（千葉県）
- 日本正道会（千葉県）
- 維新武勇会　(千葉県)

#### 群馬・茨城・埼玉
- 新日本政治経済研究会（群馬県）
- 大日本皇道社（群馬県）
- 大日本親衛隊（群馬県）
- 修心塾（茨城県）
- 政進会（茨城県）
- 大和民族同盟（茨城県）
- 立生日勇会（茨城県）
- 大日本顕誠会（埼玉県）
- 報国誠志会（埼玉県）
- 天道社（埼玉県）
- 光輝社（埼玉県）
- 日本郷志同盟（埼玉県）
- 皇民愛國塾（埼玉県）
- 道志会（埼玉県）
- 大日本信正塾（埼玉県）
- 憂国楠志会（埼玉県）
- 国政義塾 (茨城県)
- 国政義塾北心会　(茨城県)

### 中部地方

#### 愛知県
- 日本民族青年同盟（愛知県）
- 皇道維新連盟（愛知県）
- 大日本神風会（愛知県）
- 大日本蒼悟塾（愛知県）
- 日本蒼生社（愛知県）
- 冨仁尊皇護衛社（愛知県）
- 玄洋社連合大日本護国会（愛知県）

#### 静岡・岐阜・三重・石川・長野・山梨
- 日本青年大志党（静岡県）
- 国志連合会（静岡県）
- 国誠同志会（静岡県）
- 霊峰政魂塾（静岡県）
- 玄洋社連合大日本憂青同（岐阜県）
- 皇心会（岐阜県）
- 司政会議誠志会（岐阜県）
- 青警社（三重県）中部地区次長
- 大日本大和義塾（岐阜県）
- 天祐社（岐阜県）
- 大日本菊水会青年隊（三重県）
- 大日本義勇同盟（三重県）
- 亜細亜民族運動社（三重県）
- 西雷連合 大日本国防塾（三重県）
- 天星隊　(三重県)
- 反米愛國青年同盟（三重県）
- 大日本報国社（石川県）
- 菊水国防連合 忠皇義塾（長野県）
- 日本剛心会（長野県）
- 北誠塾（山梨県）
- 豊誠塾（不定）

### 近畿地方

#### 大阪府
- 国守同志連合（大阪府）
- 三和塾（大阪府）
- 全日本友愛連合会（大阪府）
- 新日本青年憂政会（大阪府）
- 日本青年同志社（大阪府）
- 日の丸昂揚会（大阪府）
- 日の丸同志会（大阪府）
- 正瑛塾（大阪府）
- 大日本政経同志会（大阪府）
- 憂国青年塾（大阪府）
- 旭日青年隊（大阪府）
- 旭日愛国舎 (大阪府)
- 大日本維新同志会（大阪府）

#### 滋賀・兵庫・和歌山・京都・奈良
- 新日本憂国連合評議会（滋賀県）
- 臥龍塾（滋賀県）
- 大日本九神塾（兵庫県）
- 大日本西雷会（兵庫県）
- 護国青年社（兵庫県）
- 義政館（兵庫県）
- 日本國土死守党 (兵庫県)
- 興亜維新塾（京都府）
- 帝昌会（和歌山県）
- 興国会（和歌山県）
- 大日本心和會　(奈良県)

### 中国地方
- 皇和義塾（鳥取県）
- 松濤塾（鳥取県）
- 大日本興友会（山口県）
- 長州塾（山口県）
- 大和塾（岡山県）
- 大日本憂国勇士会（岡山県）

### 四国地方

#### 香川県
- 愛和義塾（香川県）
- 共心塾（香川県）
- 憲政闘志会（香川県）
- 皇心塾（香川県）
- 国誠塾（香川県）
- 新誠同志会（香川県）
- 誠友同志会（香川県）
- 東心新報東心塾（香川県）
- 憂国大義会（香川県）
- 竜政会（香川県）
- 日本郷志同盟（香川県）

#### 愛媛・高知
- 愛国青年同盟（愛媛県）
- 義臣会（愛媛県）
- 四神（愛媛県）
- 大道連盟（愛媛県）
- 大日本愛国同志会（愛媛県）
- 皇道学舎志道塾（高知県）

### 九州地方

#### 福岡県
- 皇恩塾（福岡県）
- 皇国憲政会（福岡県）
- 皇国道友連合（福岡県）
- 思想結社日本純雄会（福岡県）
- 尊皇義塾仁義社（福岡県）
- 大日本煌翼塾（福岡県）
- 日本国心塾（福岡県）
- 日本政治経済研究所（福岡県）
- 憂国誠道会（福岡県）

#### 大分・佐賀・長崎・宮崎・鹿児島・沖縄
- 皇道無心会（大分県）
- 憂国皇志塾(大分県)
- 大日本平心連合（佐賀県）
- 殉国耕進社（長崎県）
- 愛国甲信会（長崎県）
- 大日本一誠会四扇塾（熊本県）
- 大日本轟会（宮崎県）
- 大日本黎明會（鹿児島県）
- 東洋青年同盟（鹿児島県）
- 日本維新党（沖縄県）
- 日本民族青年同盟（熊本県）
- 日本民族青年同盟國防皇誠塾(熊本県)
- 日本同盟（宮崎県）

## その他
- 千風の会 - 加盟団体である「日本民族青年同盟」（東京）の加盟団体で「政治結社 千風塾」と名乗っていた。平成20年、日本民族青年同盟を脱退し、「市民団体 千風の会」を発足する。日本民族青年同盟を脱退後も平成23年に行われた市民ネットワーク及び中核派の反原発デモ行進への抗議活動などにおいて共闘なども果たしている。

## 註釈
1. 1 2 3  『右翼ダイヂェスト』企業防衛懇話会、1975、p62
2. ↑  『佐藤栄作日記』佐藤栄作、朝日新聞社, 1997、p129